# Volcán Poike
El volcán Poike es un volcán inactivo ubicado en Isla de Pascua, en su extremo este. Forma uno de los tres grandes conos que constituyen la superficie de la isla. Tiene una forma cónica simple y alcanza una altitud de cuatrocientos doce metros sobre el nivel del mar. Es el volcán más antiguo de la isla, ya que según estimaciones habría surgido desde el fondo marino tras dos erupciones, la primera de ellas ocurrida hace alrededor de tres millones de años y la segunda hace unos novecientos mil años. En la ladera norte de este volcán se hallan tres montículos de tamaño menor llamados Maʻunga Vai a Heva, Maʻunga Tea-Tea y Maʻunga Parehe. 

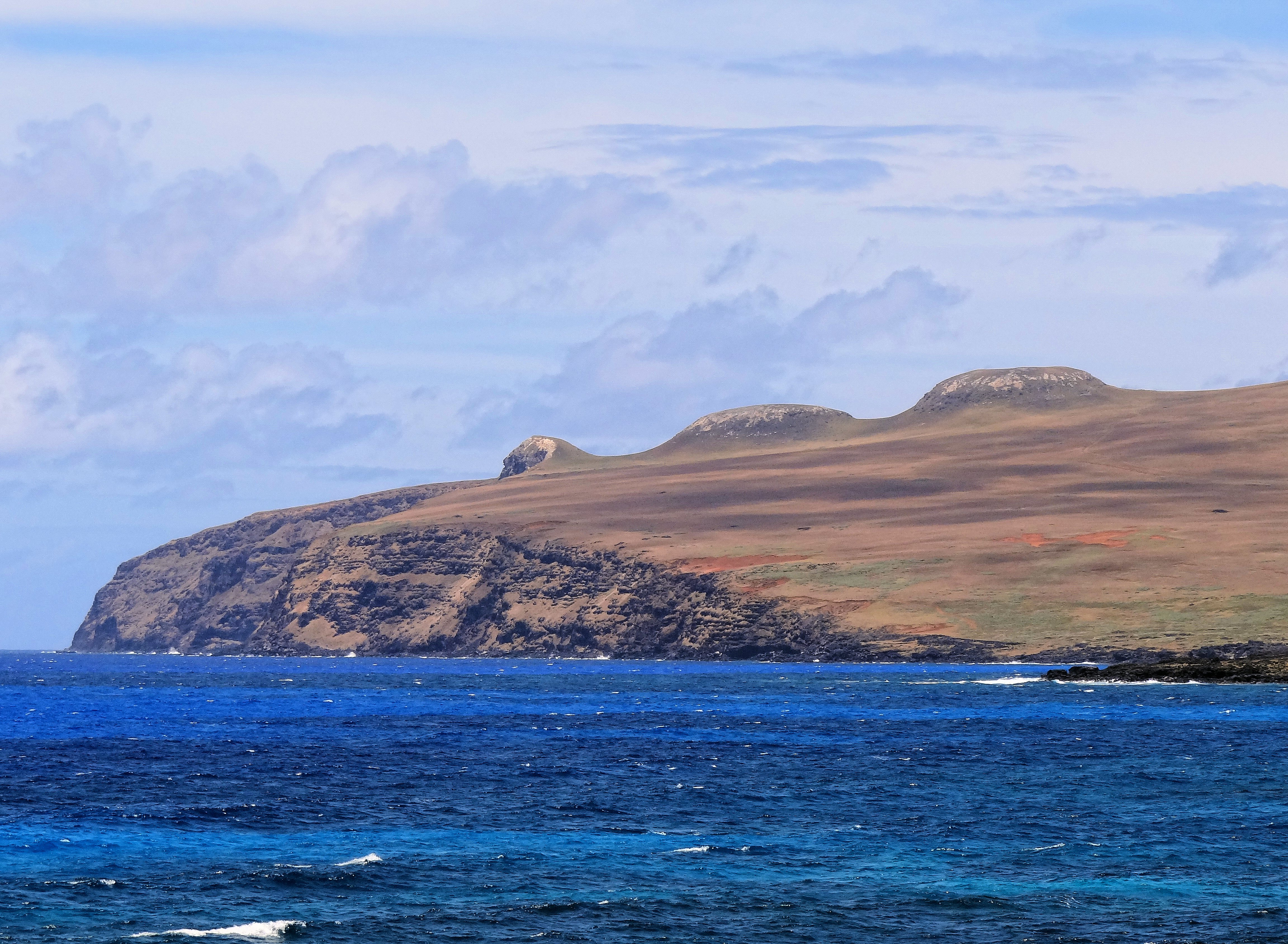
El lado norte de Poike visto desde el oeste.

El cráter del Poike se llama Pu A Katiki y a diferencia de los cráteres de los otros dos volcanes principales, está totalmente seco. Tiene ciento cincuenta metros de diámetro y unos quince de profundidad. También en la ladera norte, pero en los acantilados, se ubica la cueva Ana O Keke también conocida como la cueva de las Vírgenes.